# 松下裕子
松下 裕子（まつした ひろこ、1968年2月20日 - ）は、日本の検察官、法務官僚。女性初の東京地検特捜部副部長、山形地検検事正、法務省刑事局長、最高検刑事部長等を経て横浜地方検察庁検事正。

## 人物
東京都出身。1986年千葉県立千葉女子高等学校卒業。1991年早稲田大学法学部卒業。
1993年検事任官。仙台地方検察庁検事、東京地方検察庁特別捜査部副部長、法務省刑事局国際課長、法務省刑事局刑事課長、法務省刑事局総務課長、法務省大臣官房会計課長、東京高等検察庁検事兼最高検察庁検事等を経て、2020年に山形地方検察庁検事正。2021年法務省人権擁護局長。2023年1月10日法務省刑事局長。2024年7月9日最高検察庁刑事部長。2025年7月17日横浜地方検察庁検事正。